# Cộng đồng Kinh tế Tây Phi
Cộng đồng Kinh tế Tây Phi (ECOWAS; cũng được gọi là CEDEAO trong tiếng Pháp là tiếng Bồ Đào Nha) là một tổ chức hợp tác kinh tế khu vực của 15 quốc gia vùng Tây Phi, được được thành lập vào ngày 28 tháng 5 năm 1975 theo Hiệp ước Lagos. Cộng đồng Kinh tế Tây Phi có diện tích 5.112.903 km² và dân số 251.646.263 người (ước tính năm 2006). GDP (PPP) của cộng đồng là 342.519 triệu đô la Mỹ, bình quân đầu người là 1,361 đô la Mỹ.
Hợp tác kinh tế giữa các thành viên trong khối phát triển chậm chạp khiến cho tổ chức này phải sửa đổi Hiệp ước Lagos vào năm 1993 cho phép một sự hợp tác lỏng lẻo hơn giữa các nước thành viên. Tiến triển quan trọng nhất của tổ chức này là thành lập được Liên minh Kinh tế và Tiền tệ Tây Phi vào năm 1994 với 8 nước thành viên của tổ chức tham gia (Guinea-Bissau tham gia từ năm 1997), sử dụng đồng franc CFA Tây Phi. Tiến triển quan trọng nữa là kế hoạch thành lập Khu vực Tiền tệ Tây Phi sử dụng đồng Eco chung cho 5 nước thành viên của tổ chức.
Năm 2024, chính phủ quân quản của Niger, Burkina Faso và Mali cùng tuyên bố rút khỏi Cộng đồng Tây Phi sau khi bị đình chỉ tư cách thành viên vì đảo chính tại những quốc gia này. Tuyên bố của ba nước có hiệu lực vào ngày 29 tháng 1 năm 2025. Ba nước sau đó thành lập Liên minh các quốc gia Sahel nhằm tiến tới thiết lập một liên bang giữa ba nước.

## Cơ cấu tổ chức

### Nghị viện
Nghị viện ECOWAS gồm 115 thành viên, số lượng thành viên được phân bổ dựa theo dân số của các quốc gia thành viên. Chủ tịch Nghị viện là người đứng đầu Nghị viện.
| Quốc gia     | Số lượng thành viên |
| ------------ | ------------------- |
| Bénin        | 5                   |
| Burkina Faso | 6                   |
| Cabo Verde   | 5                   |
| Gambia       | 5                   |
| Ghana        | 8                   |
| Guinée       | 6                   |
| Guiné-Bissau | 5                   |
| Bờ Biển Ngà  | 7                   |
| Liberia      | 5                   |
| Mali         | 6                   |
| Niger        | 6                   |
| Nigeria      | 35                  |
| Sénégal      | 6                   |
| Sierra Leone | 5                   |
| Togo         | 5                   |

## Quốc gia thành viên
| Quốc gia      | Diện tích (km2) | Dân số (nghìn) | GDP (danh nghĩa) (triệu đô la Mỹ) | GDP (PPP) (triệu đô la quốc tế) | Đơn vị tiền tệ    | Ngôn ngữ chính thức | Tư cách     |
| ------------- | --------------- | -------------- | --------------------------------- | ------------------------------- | ----------------- | ------------------- | ----------- |
| Benin         | 114.763         | 10.880         | 8.291                             | 22.377                          | Franc CFA Tây Phi | Tiếng Pháp          | --          |
| Cape Verde    | 4.033           | 521            | 1.603                             | 3.413                           | escudo            | Tiếng Bồ Đào Nha    | --          |
| The Gambia    | 11.295          | 1.991          | 939                               | 3.344                           | dalasi            | Tiếng Anh           | --          |
| Ghana         | 238.533         | 27.410         | 37.543                            | 115.409                         | cedi              | Tiếng Anh           | --          |
| Guinea        | 245.857         | 12.609         | 6.699                             | 15.244                          | franc             | Tiếng Pháp          | Bị đình chỉ |
| Guinea-Bissau | 36.125          | 1.844          | 1.057                             | 2.685                           | Franc CFA Tây Phi | Tiếng Bồ Đào Nha    | --          |
| Ivory Coast   | 322.463         | 22.702         | 31.759                            | 79.766                          | Franc CFA Tây Phi | Tiếng Pháp          | --          |
| Liberia       | 111.369         | 4.503          | 2.053                             | 3.762                           | dollar            | Tiếng Anh           | --          |
| Nigeria       | 923.768         | 211.400        | 481.066                           | 1.093.921                       | naira             | Tiếng Anh           | --          |
| Senegal       | 196.712         | 15.129         | 13.610                            | 36.625                          | Franc CFA Tây Phi | Tiếng Pháp          | --          |
| Sierra Leone  | 72.300          | 6.453          | 4.215                             | 10.127                          | leone             | Tiếng Anh           | --          |
| Togo          | 56.785          | 7.305          | 4.088                             | 10.667                          | Franc CFA Tây Phi | Tiếng Pháp          | --          |
| Tổng          | 2.334.003       | 322.747        | 592.923                           | 1.397.340                       | --                | --                  | --          |

Các nước tham gia Liên minh Kinh tế và Tiền tệ gồm: Benin, Burkina Faso, Bờ Biển Ngà, Mali, Niger, Senegal, Togo và Guinea-Bissau. Tuy nhiên, do đảo chính, các nước Burkina Faso, Guinee, Mali, Niger đã bị ECOWAS đình chỉ tham gia.
Các nước có ý định tham gia Khu vực Tiền tệ gồm: Gambia, Ghana, Guinea, Nigeria và Sierra Leone. Liberia.
Ngôn ngữ làm việc của tổ chức này là Anh, Pháp, Tây Ban Nha. Trụ sở chính đặt tại Abuja, Nigeria.